# Grundkurs Computerpraxis
Der Grundkurs Computerpraxis ist die erste und erfolgreichste Taschenbuchserie zu Themen der Informationsverarbeitung. Sie ist von Rudolf Hambusch konzipiert und herausgegeben worden. Sie erscheint im Rahmen der Reihe rororo Computer beim Rowohlt-Taschenbuchverlag. Einzelne Titel der Reihe sind sowohl ins Niederländische (erschienen bei Het Spectrum, Utrecht) als auch ins Englische (erschienen bei McCarta Ltd., London) und ins Bulgarische (erschienen bei ANTHEA, Vama) übersetzt worden.

## Hintergrund
Nach der Einführung des IBM-PC begann etwa ab Mitte der 1980er-Jahre auch der Boom bei der Anwendungssoftware für Personal Computer. Auch der Buchmarkt profitierte davon, denn der Lernbedarf war groß, und die Handbücher zur Software wurden von den Benutzern oft als unverständlich oder unübersichtlich empfunden. Die Computerbücher wurden damals zunächst als Hardcover- oder broschierte Ausgaben im Buchformat für das mittlere bis höhere Preissegment hergestellt. Im niedrigen Preissegment des Taschenbuchbereichs gab es noch keine Fachliteratur zu PC-Software. Didaktisch gut aufgebaute Bücher für den Schul- und Ausbildungsbereich fehlten gänzlich.

## Konzept
Die Buchreihe ist von vornherein als Lehrbuchreihe für den Unterricht und für Autodidakten konzipiert worden. Deshalb sind auch folgende Aspekte stark betont worden:
- Motivation
- Einstieg ohne Vorkenntnisse
- lektionsartiger Aufbau
- praktische und leicht verständliche Beispiele
- sofortiges Erfolgserlebnis
- Erfolgskontrolle
- Übungen

Dabei hat meistens das Prinzip Eine Software = Ein Buch gegolten. In diesem sollten dann auf ca. 256 Seiten mit erläuternden Bildern und Screenshots die Grundlagen der Anwendung anfängergerecht vermittelt werden. Weiterführende Themen und der Anspruch auf Vollständigkeit sind dabei stets ausgeklammert worden.
In ihren Anfängen ist die Reihe in folgende Bereiche unterteilt worden, zu denen dann jeweils die einzelnen Buchtitel geplant worden sind.
- Betriebssysteme
- Anwenderprogramme
- Programmiersprachen

Diese Einteilung hat kurioserweise dazu geführt, dass das Buch zu ersten Versionen von Windows zunächst als Standardsoftware Benutzeroberfläche in die Kategorie Anwenderprogramme und erst später ab der Version 3.01 als Betriebssystem eingeordnet wurde. Später ist diese Aufteilung zunächst gelockert und dann ganz aufgegeben worden.

## Autoren
Als Rudolf Hambusch dieses Konzept entwickelte, leitete er am damaligen Institut für Schule und Weiterbildung des Landes Nordrhein-Westfalen das Projekt Lehrerfortbildung in Informationsverarbeitung Wirtschaft. Durch die daraus resultierenden Kontakte konnte er eine Vielzahl an erfahrenen Berufspädagogen sowie Spezialisten aus Fortbildungsprojekten an Hochschulen und in der Wirtschaft als Autoren gewinnen.
Die Gruppe, die an dieser Buchreihe gearbeitet hat, umfasste zeitweise fast 50 Autoren.
Diese haben in unüblicher Weise meistens gemeinsam über neue Vorschlagstitel der Reihe entschieden. Ein neuer Buchtitel ist daher nur projektiert worden, wenn er den kritischen Argumenten der anderen Autoren standhalten konnte.

## Erfolgreichste Titel
Auf Grund der Konzentration auf einzelne Softwareprodukte spiegelt der Erfolg der jeweiligen Titel der Reihe in einzigartiger Weise auch die Entwicklung am Softwaremarkt wider. Hier die Top Ten der Reihe:
| Titel/Software                    | Autoren                                                              | Erstauflage | Gesamtauflage |
| --------------------------------- | -------------------------------------------------------------------- | ----------- | ------------- |
| MS-DOS                            | Peter Freese                                                         | 1987        | 441.000       |
| MS-Word                           | Joachim Röhl, Johannes Verhuven                                      | 1988        | 205.000       |
| dBASE                             | Peter Freese, Friedrich Müllmerstadt                                 | 1988        | 171.000       |
| Turbo-Pascal                      | Gregor Kuhlmann                                                      | 1987        | 123.000       |
| Multiplan                         | Georg Besser, Peter Höver, Ernst Tiemeyer                            | 1987        | 110.000       |
| Computerwissen                    | Gregor Kuhlmann, Alexander Parkmann, Joachim Röhl, Johannes Verhuven | 1991        | 100.000       |
| Programmiersprache C              | Helmut Erlenkötter, Volker Reher                                     | 1990        | 91.000        |
| dBASE IV                          | Peter Freese, Friedrich Müllmerstadt                                 | 1991        | 68.000        |
| Basic                             | Alexander Parkmann, Joachim Röhl, Johannes Verhuven                  | 1987        | 67.000        |
| Turbo-Pascal für Fortgeschrittene | Gregor Kuhlmann                                                      | 1988        | 66.000        |

Quelle: Datenbank der deutschen Bibliothek
Insgesamt bringt es die Reihe mit 135 Buchtiteln auf eine Gesamtauflage von etwas über 4 Millionen Exemplare (Stand 2014).